# ذراع الكتاب

تعديل مصدري - تعديل

ذراع الكتاب هي إحدى قرى عزلة سباح بمديرية سباح التابعة لمحافظة أبين، بلغ تعداد سكانها 72 نسمة حسب تعداد اليمن لعام 2004.